# Alp Grüm

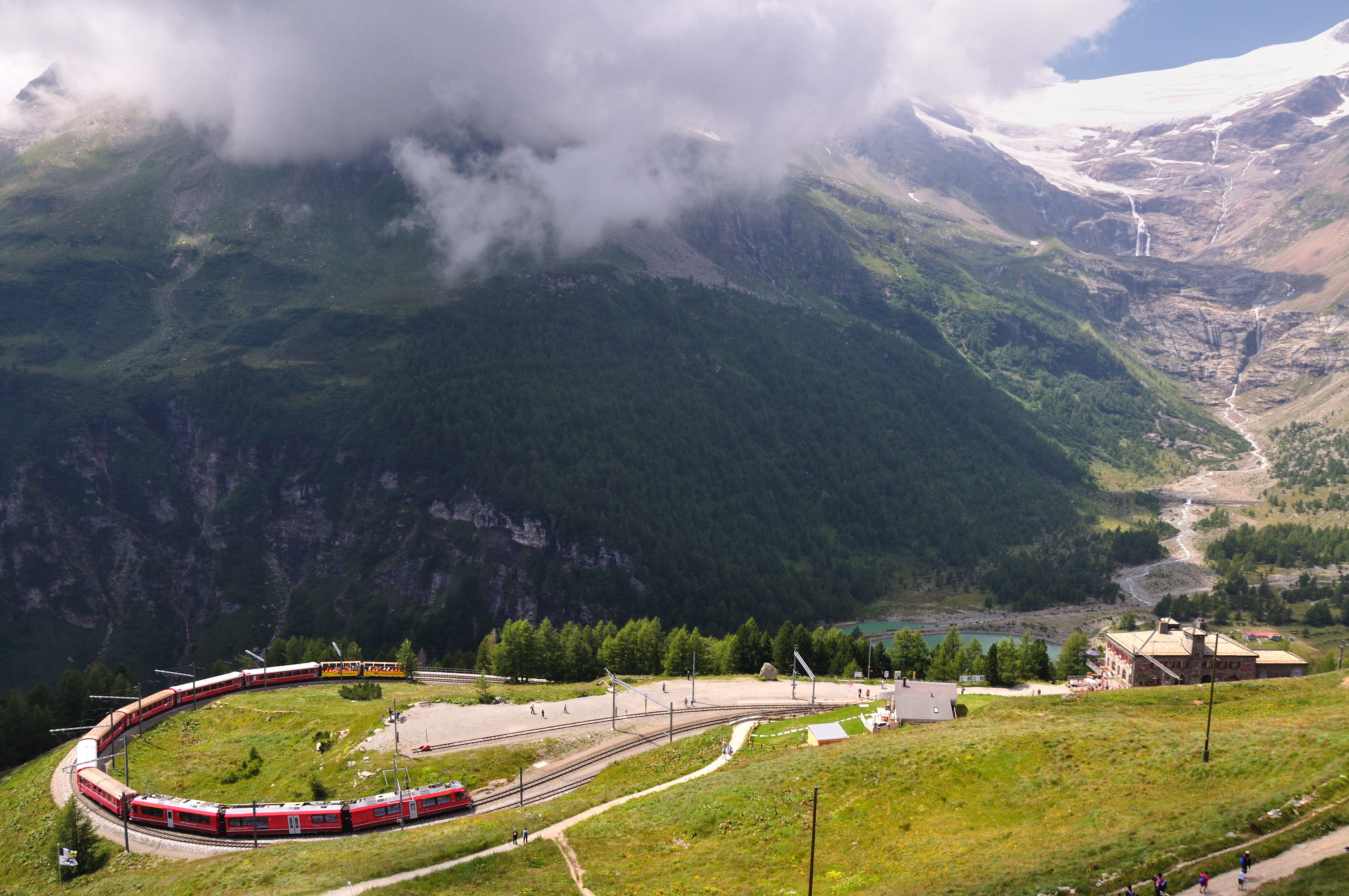
Station Alp Grüm met spoorwegbocht vlak onder station

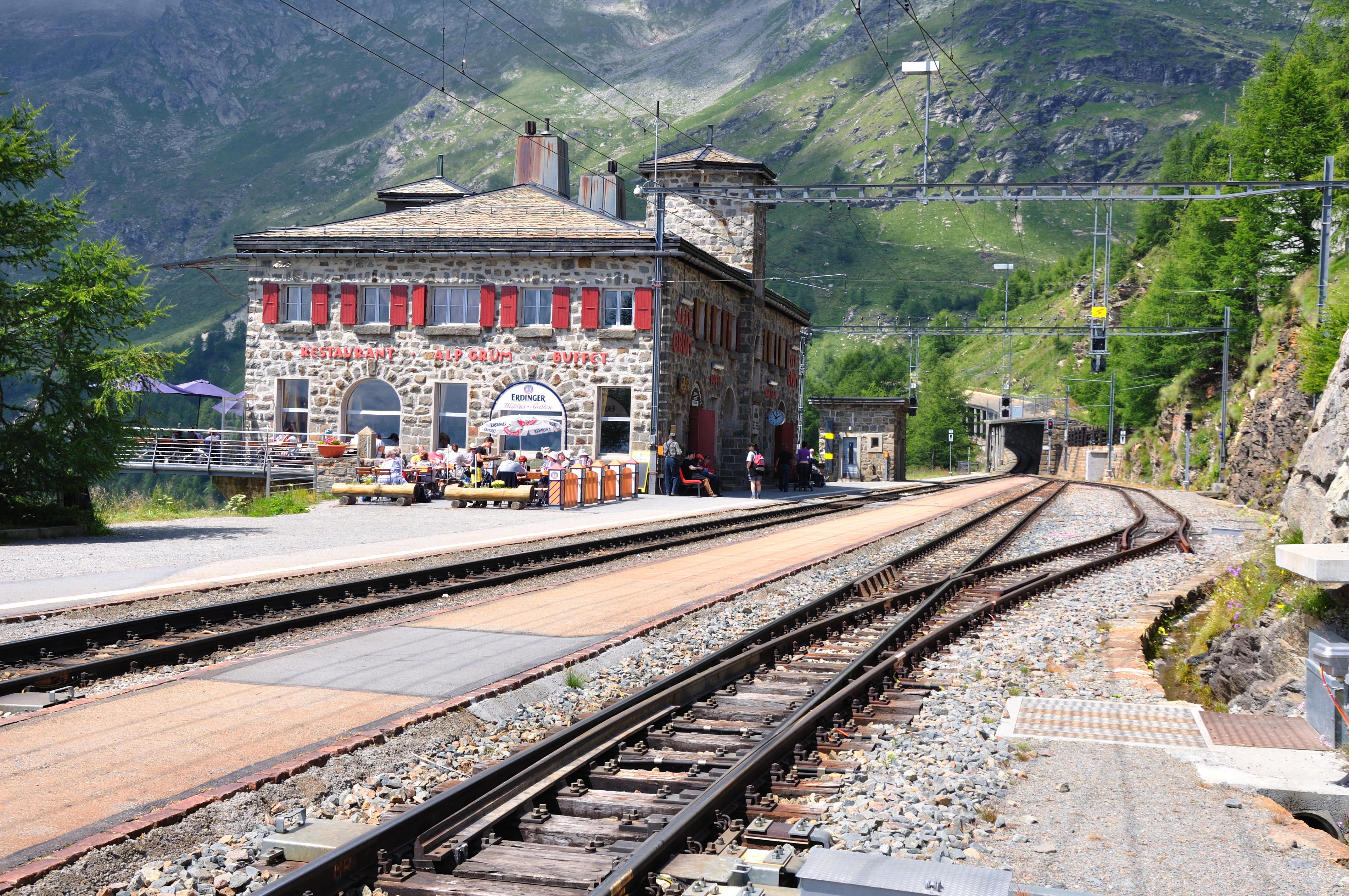
Stationsgebouw

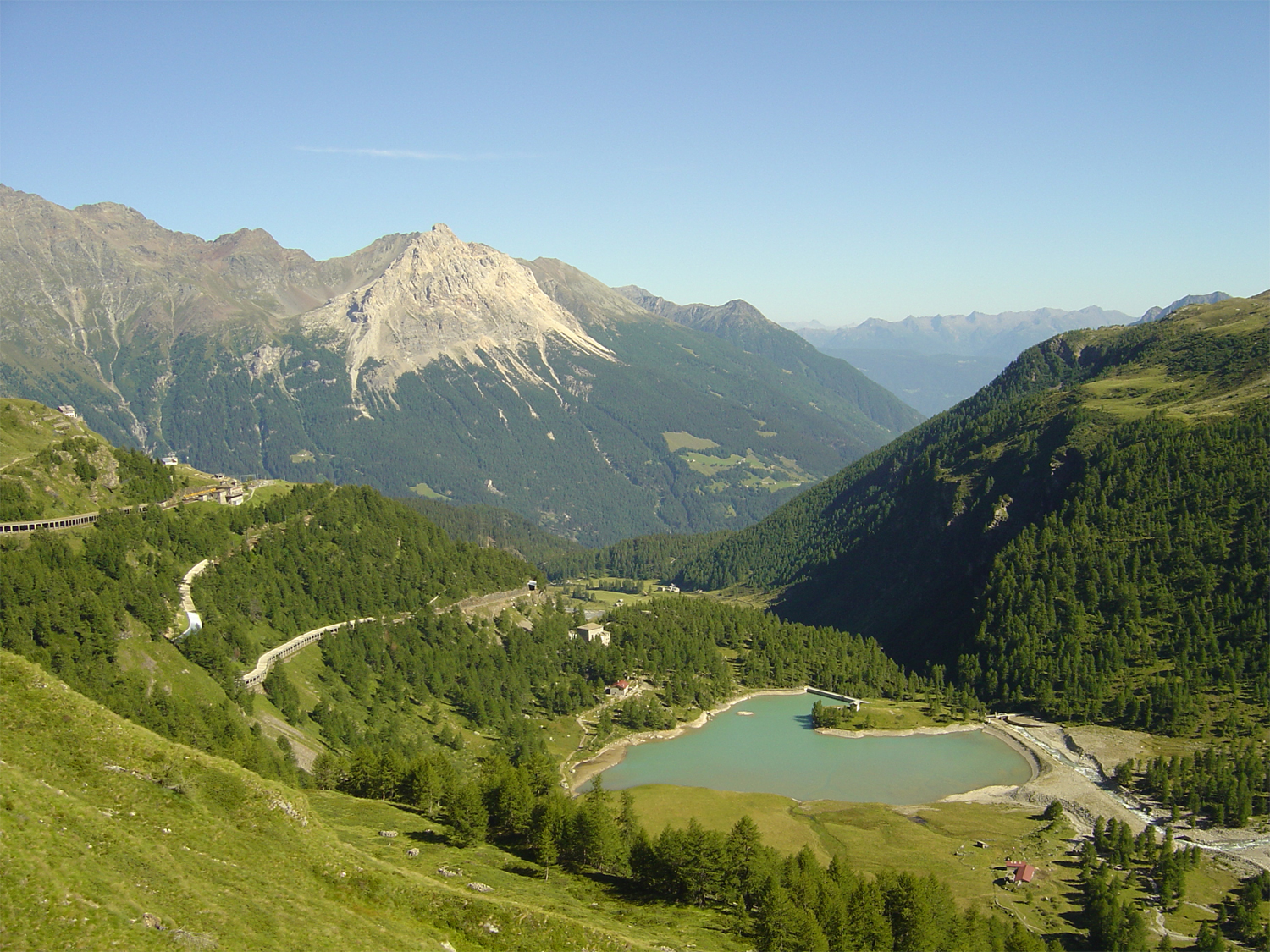
Station boven op de alp, met onderliggende haarspeldbochten en het Lago Palü meer

Het station Alp Grüm ligt aan de spoorlijn Sankt Moritz - Tirano van de Rhätische Bahn. Het ligt ten zuiden van de Berninapas en is vanuit Sankt Moritz het laatste station in het Reto-Romaans/Duitstalig landsgedeelte. Het is gelegen op 2.091 m ü.M.. Het huidige stationsgebouw waarin eveneens een hotel en een buffet is gevestigd, werd in 1926 geopend. Het traject waaraan het station gelegen is werd op 5 juni 1910 in gebruik genomen, de locatie van het station is eveneens een wisselplaats op het enkelspoortraject.
 Doordat in 2010 de perrons werden verlengd richting de zijde van het dal, werd het wissel om van dubbel- naar enkelspoor te gaan, verplaatst na de bocht, aan de zijde van het dal, omdat het niet mogelijk was dat nog voor de bocht te kunnen plaatsen. Door het smalle talud in de bocht was het nodig de twee sporen dicht tegen elkaar aan te leggen. Bijkomend voordeel is dat het wissel door de verplaatsing beter beschermd is bij sneeuwjacht.
De lijn wordt het hele jaar door uitgebaat, het station en de omliggende alp is enkel in de zomer ook met ander vervoer bereikbaar. Vanuit het station is er een open zicht op het Valposchiavo.